# 4362 Carlisle
4362 Carlisle là một tiểu hành tinh vành đai chính với cận điểm quỹ đạo là 2.0109302 AU. Nó có độ lệch tâm là 0.1018651 và chu kỳ quỹ đạo là 1223.4832521 ngày (3.35 năm).
Carlisle có vận tốc quỹ đạo trung bình là 19.90738364 km/s và độ nghiêng quỹ đạo là 4.71821°.
Nó được phát hiện ngày 1 tháng 8 năm 1978 ở Đài thiên văn Perth.